# Лассі (Кальвадос)
Лассі́ (фр. Lassy) — колишній муніципалітет у Франції, у регіоні Нормандія, департамент Кальвадос. Населення — 344 осіб (2011).
Муніципалітет був розташований на відстані близько 230 км на захід від Парижа, 38 км на південний захід від Кана.

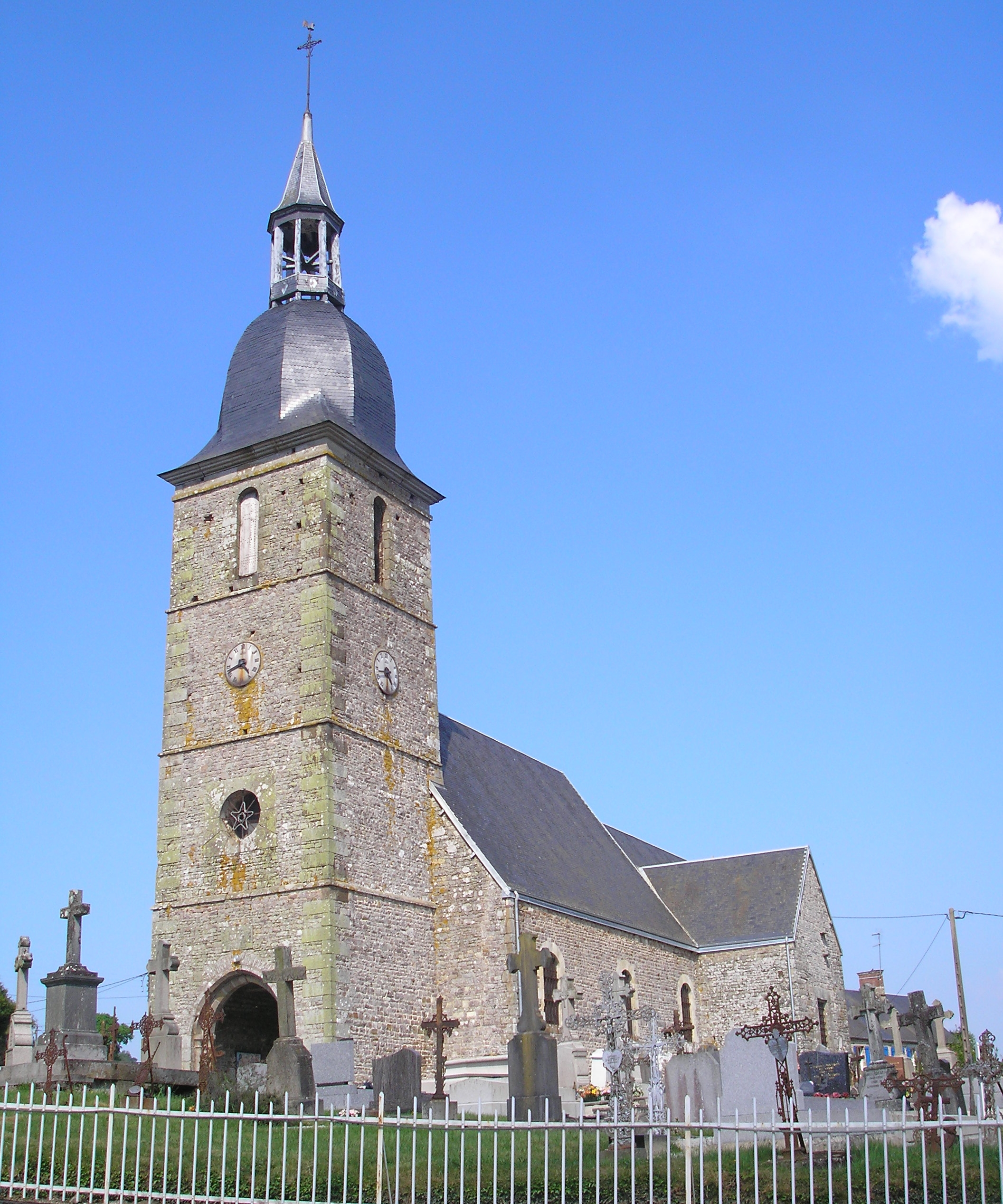

## Історія
До 2015 року муніципалітет перебував у складі регіону Нижня Нормандія. Від 1 січня 2016 року належав до нового об'єднаного регіону Нормандія.
1 січня 2017 року Лассі, Сен-Жан-ле-Блан i Сен-Вігор-де-Мезере було об'єднано в новий муніципалітет Терр-де-Дрюанс.

## Демографія
Динаміка населення (INSEE ):
Розподіл населення за віком та статтю (2006):
| Стать | Всього | До 15 років | 15-24 | 25-44 | 45-64 | 65-85 | Понад 85 |
| --- | ------ | ----------- | ----- | ----- | ----- | ----- | -------- |
| Чоловіки | 168    | 44          | 16    | 44    | 40    | 24    | 0        |
| Жінки | 180    | 40          | 32    | 36    | 40    | 32    | 0        |
| \| Статево-вікова піраміда \| Статево-вікова піраміда \| Статево-вікова піраміда \| \| ----------------------- \| ----------------------- \| ----------------------- \| \| Чоловіки \| Вік \| Жінки \| \| 0 \| 85 + \| 0 \| \| 0 \| 80-84 \| 8 \| \| 4 \| 75-79 \| 8 \| \| 8 \| 70-74 \| 8 \| \| 12 \| 65-69 \| 8 \| \| 4 \| 60-64 \| 4 \| \| 24 \| 55-59 \| 12 \| \| 8 \| 50-54 \| 8 \| \| 4 \| 45-49 \| 16 \| \| 8 \| 40-44 \| 8 \| \| 8 \| 35-39 \| 12 \| \| 16 \| 30-34 \| 12 \| \| 12 \| 25-29 \| 4 \| \| 4 \| 20-24 \| 12 \| \| 12 \| 15-20 \| 20 \| \| 8 \| 10-14 \| 12 \| \| 16 \| 5-9 \| 8 \| \| 20 \| 0-4 \| 20 \| |        |             |       |       |       |       |          |
| Статево-вікова піраміда |        |             |       |       |       |       |          |
| Чоловіки | Вік    | Жінки       |       |       |       |       |          |
| 0 | 85 +   | 0           |       |       |       |       |          |
| 0 | 80-84  | 8           |       |       |       |       |          |
| 4 | 75-79  | 8           |       |       |       |       |          |
| 8 | 70-74  | 8           |       |       |       |       |          |
| 12 | 65-69  | 8           |       |       |       |       |          |
| 4 | 60-64  | 4           |       |       |       |       |          |
| 24 | 55-59  | 12          |       |       |       |       |          |
| 8 | 50-54  | 8           |       |       |       |       |          |
| 4 | 45-49  | 16          |       |       |       |       |          |
| 8 | 40-44  | 8           |       |       |       |       |          |
| 8 | 35-39  | 12          |       |       |       |       |          |
| 16 | 30-34  | 12          |       |       |       |       |          |
| 12 | 25-29  | 4           |       |       |       |       |          |
| 4 | 20-24  | 12          |       |       |       |       |          |
| 12 | 15-20  | 20          |       |       |       |       |          |
| 8 | 10-14  | 12          |       |       |       |       |          |
| 16 | 5-9    | 8           |       |       |       |       |          |
| 20 | 0-4    | 20          |       |       |       |       |          |

## Економіка
2010 року серед 218 осіб працездатного віку (15—64 років) 158 були активними, 60 — неактивними (показник активності 72,5%, у 1999 році було 67,0%). З 158 активних мешканців працювали 134 особи (73 чоловіки та 61 жінка), безробітними було 24 (12 чоловіків та 12 жінок). Серед 60 неактивних 15 осіб було учнями чи студентами, 31 — пенсіонерами, 14 були неактивними з інших причин.

У 2010 році в муніципалітеті числилось 143 оподатковані домогосподарства, у яких проживали 364,0 особи, медіана доходів виносила 14 217 євро на одного особоспоживача